# (4779) Whitley
(4779) Whitley es un asteroide perteneciente al cinturón de asteroides, descubierto el 6 de diciembre de 1978 por Edward Bowell y el también astrónomo Archibald Warnock desde el Observatorio del Monte Palomar, Estados Unidos.

## Designación y nombre
Designado provisionalmente como 1978 XQ. Fue nombrado Whitley en honor al cantante de música  country estadounidense Keith Whitley que murió trágicamente en el cenit de su profesión.

## Características orbitales
Whitley está situado a una distancia media del Sol de 3,191 ua, pudiendo alejarse hasta 3,575 ua y acercarse hasta 2,806 ua. Su excentricidad es 0,120 y la inclinación orbital 0,928 grados. Emplea 2082 días en completar una órbita alrededor del Sol.

## Características físicas
La magnitud absoluta de Whitley es 12,4. Tiene 15,093 km de diámetro y su albedo se estima en 0,093.